# Oberwolfachita
L'oberwolfachita és un mineral de la classe dels fosfats que pertany al grup de la beudantita. Rep el nom del municipi d'Oberwolfach, a Alemanya, on es troba una de les dues localitats tipus d'aquesta espècie: la mina Clara.

## Característiques
L'oberwolfachita és un arsenat de fórmula química SrFe3+₃(AsO₄)(SO₄)(OH)₆. Va ser aprovada com a espècie vàlida per l'Associació Mineralògica Internacional l'any 2021, sent publicada per primera vegada el mateix any. Cristal·litza en el sistema trigonal. És l'anàleg d'estronci de la beudantita, i l'anàleg de ferro de la kemmlitzita.
L'exemplar que va servir per a determinar l'espècie, el que es coneix com a material tipus, es troba conservat a les col·leccions del Museu Mineralògic Fersmann, de l'Acadèmia de Ciències de Rússia, a Moscou (Rússia), amb el número de registre: 5674/1.

## Formació i jaciments
Va ser descrita a partir de mostres recollides en dos indrets a Europa: les mines de Monterniers, al municipi de Lantignié, a Villefranche-sur-Saône (Alvèrnia-Roine-Alps, França) on es troba en forma de cristalls laminats de fins a 1 mm de diàmetre; i la mina Clara, a la localitat d'Oberwolfach, a Ortenau (Baden-Württemberg, Alemanya). Aquests dos indrets són els únics de tot el planeta on ha estat descrita aquesta espècie mineral.